# Diatype

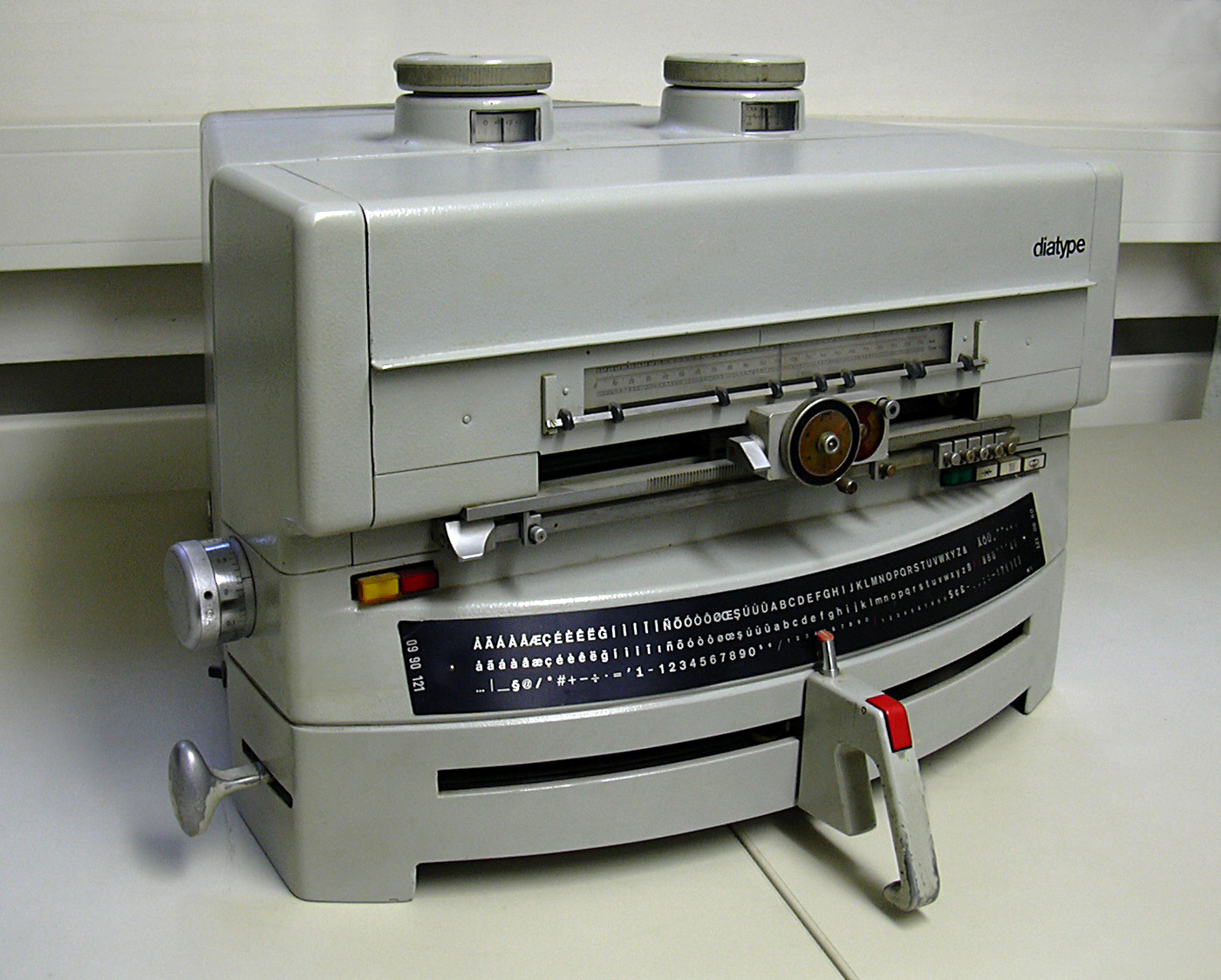
Una máquina diatype de la marca H. Berthold AG

Un Diatype es una máquina filmadora que se utiliza para la fotocomposición de textos, impresionándolos sobre una película fotosensible, que se puede utilizar en distintos entornos de artes gráficas.

## Operación
La película fotosensible se aplica sobre un tambor y se introduce en la filmadora. Se ajusta la máquina equipándola con un disco con los tipos requeridos, que son transparentes sobre fondo negro. Por medio de una palanca se selecciona el carácter que se quiere impresionar y se expone mediante una lámpara sobre la película fotosensible.
De esta manera se va impresionando carácter a carácter, hasta que se quiera iniciar una nueva línea de escritura y entonces, se hace girar el tambor unos pocos milímetros mediante una manivela preparada a este efecto.
Una vez se ha impresionado toda la composición de un texto completo, se retira la película fotosensible del tambor y se coloca en un baño de revelado en un cuarto oscuro quedando lista para la insoladora
El Diatype empezó a desaparecer con la llegada de las máquinas digitales de composición tipográfica como Compugraphic y la aparición de programas de Autoedición como TeX y otros. Más tarde vinieron los procesadores de texto. Todas estas circunstancias marcaron el fin del Diatype.